# La Puissance des ténèbres (film)
Pour l’article homonyme, voir La Puissance des ténèbres.
Pour plus de détails, voir Fiche technique et Distribution.
La Puissance des ténèbres (Власть тьмы) est un film russe muet réalisé par Piotr Tchardynine, sorti en 1909. C'est l'adaptation de la pièce éponyme de Léon Tolstoï. Il s'agit d'un film perdu.

## Fiche technique
- Titre : La Puissance des ténèbres
- Réalisation : Piotr Tchardynine
- Photographie : Vladimir Siversen
- Format : noir et blanc
- Production : Alexandre Khanjonkov
- Pays : Empire russe
- Genre : drame
- Sortie : 27 décembre 1909